# 포켓몬스터 DP (애니메이션)
《포켓몬스터 다이아몬드&펄》(일본어: ポケットモンスター ダイヤモンド・パール 포켓토몬스타 다이야몬도 파루[*], 영어: Pokemon Diamond & Pearl, 약칭 포켓몬스터 DP)는 일본에서 2006년 9월부터 방영되어 2010년 9월 9일 종영된 포켓몬스터의 세 번째 작품이다. 대한민국에서는 2007년 9월 SBS를 통해 1~52화까지 방영되었고 이후 분량은 53~104화가 시즌 2, 105~130화가 시즌 3로 편성되고, 131~160화가 시즌 4, 161~191화가 시즌 5로 편성되었다. JEI 재능TV/투니버스/카툰 네트워크를 통해서 수시 편성되고 있다.
SBS의 경우  2008년 3월 31일에 1기까지 끝으로 방영이 중단되었다. 대한민국에서는 제 1화(첫화)가 2007년 9월 10일에 SBS에서 방영하였고, 제 191화(마지막화)가 2011년 1월 4일에 JEI 재능TV에서 방영하였다.
이례적으로 후속작인 포켓몬스터 BW가 방영되는 도중 스페셜 방송을 2011년 2월 3일에 방영하였다. 그뒤  후속작인 포켓몬스터 베스트위시가 TV도쿄(현재 종영)와 재능TV, 투니버스, 카툰 네트워크를 통해 간간이 방영되었다.

## 방송 기간
| 기수 | 화수        | 일본 방영일                        | 한국 방영일 |
| ---- | ----------- | ---------------------------------- | --- |
| 1    | 1화~53화    | 2006년 9월 28일 ~ 2007년 11월 8일  | SBS 2007년 9월 10일 ~ 2008년 3월 31일 투니버스2008년 1월 21일 애니맥스 2008년 7월 24일 재능TV 2008년 8월 8일 ~ 2008년 11월 19일 카툰네트워크 2008년 11월 3일 |
| 2    | 54화~105화  | 2007년 11월 15일 ~ 2008년 12월 4일 | 재능TV 2009년 1월 17일 ~ 2009년 3월 31일 투니버스 2009년 6월 15일 카툰네트워크 2009년 9월 14일 애니맥스 2010년 12월 27일                                     |
| 3    | 106화~132화 | 2008년 12월 11일 ~ 2009년 7월 2일  | 재능TV 2009년 9월 21일 ~ 2009년 11월 18일 투니버스 2009년 12월 14일 대교어린이TV 2010년 10월 19일 애니맥스 2011년 3월 7일 카툰네트워크 2011년 7월 4일        |
| 4    | 133화~162화 | 2009년 7월 9일 ~ 2010년 2월 4일    | 재능TV 2010년 2월 22일 ~ 2010년 4월 28일 투니버스 2010년 12월 27일 대교어린이TV 2011년 2월 28일 애니맥스 2011년 4월 4일 카툰네트워크 2011년 8월 23일         |
| 5    | 163화~191화 | 2010년 2월 11일 ~ 2010년 9월 9일   | 재능TV 2010년 10월 25일 ~ 2011년 1월 4일 투니버스 2011년 3월 17일 대교어린이TV 2011년 5월 9일 카툰네트워크 2011년 10월 18일                                  |
| SP   | 192화~193화 | 2011년 2월 3일                     | 투니버스 2011년 8월 2일 |

## 극장판
| 기수 | 화수                            | 일본 방영일     | 한국 방영일 |
| ---- | ------------------------------- | --------------- | --- |
| 1    | 디아루가 VS 펄기아 VS 다크라이  | 2007년 7월 14일 | 재능TV 2008년 12월 24일 투니버스 2009년 4월 7일 카툰네트워크 2009년 5월 23일 대교어린이TV 2011년 7월 23일                                                 |
| 2    | 기라티나와 하늘의 꽃다발 쉐이미 | 2008년 7월 19일 | 투니버스 2009년 7월 3일 재능TV 2009년 7월 10일 카툰네트워크 2009년 7월 10일 대교어린이TV 2011년 7월 30일                                                  |
| 3    | 아르세우스 초극의 시공으로      | 2009년 7월 18일 | 극장개봉 2009년 12월 24일 재능TV 2010년 8월 1일 투니버스 2010년 8월 8일 카툰네트워크 2010년 8월 22일 애니맥스 2011년 5월 5일 대교어린이TV 2011년 8월 6일  |
| 4    | 환영의 패왕 조로아크            | 2010년 7월 10일 | 극장개봉 2010년 12월 23일 투니버스 2011년 6월 3일 재능TV 2013년 3월 1일 카툰네트워크 2011년 8월 7일 대교어린이TV 2011년 8월 13일 애니맥스 2011년 9월 12일 |

## 오프닝/엔딩

#### 오프닝
| # | 제목                           | 방영시작화                                                                  | 종영화                                                                      | 한국 적용                              |
| - | ------------------------------ | --------------------------------------------------------------------------- | --------------------------------------------------------------------------- | -------------------------------------- |
| 1 | Together                       | 포켓몬스터 DP 제 4화 2006년 10월 5일                                        | 포켓몬스터 DP 제 78화 2008년 5월 8일                                        | 웃어봐 포켓몬스터 DP 1기               |
| 1 | Together 2008                  | 포켓몬스터 DP 제 79화 2008년 5월 15일                                       | 포켓몬스터 DP 제 95화 2008년 9월 25일                                       | 웃어봐 포켓몬스터 DP 1기               |
| 2 | Hightouch!                     | 포켓몬스터 DP 제 96화 2008년 10월 2일                                       | 포켓몬스터 DP 제 133화 2009년 6월 25일                                      | Yes I Can 포켓몬스터 DP 2기            |
| 2 | Hightouch! 2009                | 포켓몬스터 DP 제 134화 2009년 7월 2일                                       | 포켓몬스터 DP 제 157화 2009년 12월 24일                                     | Yes I Can 포켓몬스터 DP 2기            |
| 3 | 최고.에브리데이                | 포켓몬스터 DP 제 158화 2010년 1월 7일                                       | 포켓몬스터 DP 제 182화 2010년 6월 24일                                      | Pokemon Love Forever 포켓몬스터 DP 3기 |
| 3 | 최고. 에브리데이(BAND Version) | 포켓몬스터 DP 제 183화 2010년 7월 1일 포켓몬스터 DP 제 192화 2011년 2월 3일 | 포켓몬스터 DP 제 191화 2010년 9월 9일 포켓몬스터 DP 제 193화 2011년 2월 3일 | Pokemon Love Forever 포켓몬스터 DP 3기 |

#### 엔딩
| # | 제목                                   | 방영시작화                                                                    | 종영화                                                                                 | 한국 적용                           |
| - | -------------------------------------- | ----------------------------------------------------------------------------- | -------------------------------------------------------------------------------------- | ----------------------------------- |
| 1 | 너의 곁에서~히카리의 테마              | 포켓몬스터 DP 제 1화 2006년 9월 28일                                          | 포켓몬스터 DP 제 23화 2007년 3월 15일                                                  | 함께가는 길 포켓몬스터 DP 1기       |
| 1 | 너의 곁에서~히카리의 테마(POP-UP ver.) | 포켓몬스터 DP 제 24화 2007년 3월 29일                                         | 포켓몬스터 DP 제 50화 2007년 10월 4일                                                  | 함께가는 길 포켓몬스터 DP 1기       |
| 1 | 너의 곁에서~히카리의 테마(Winter ver.) | 포켓몬스터 DP 제 51화 2007년 10월 18일                                        | 포켓몬스터 DP 제 61화 2007년 12월 20일                                                 | 함께가는 길 포켓몬스터 DP 1기       |
| 2 | 바람의 메시지                          | 포켓몬스터 DP 제 62화 2008년 1월 10일 포켓몬스터 DP 제 84화 2008년 7월 3일    | 포켓몬스터 DP 제 72화 2008년 3월 20일 포켓몬스터 DP 제 95화 2008년 9월 25일            | 내일 더 빛날 우리 포켓몬스터 DP 2기 |
| 2 | 바람의 메시지 (포카포카 ver.)          | 포켓몬스터 DP 제 73화 2008년 4월 3일                                          | 포켓몬스터 DP 제 83화 2008년 6월 19일                                                  | 내일 더 빛날 우리 포켓몬스터 DP 2기 |
| 3 | 내일은 반드시                          | 포켓몬스터 DP 제 96화 2008년 10월 2일                                         | 포켓몬스터 DP 제 120화 2009년 3월 26일                                                 | 내일 더 빛날 우리 포켓몬스터 DP 2기 |
| 4 | 불타올라라! 뾰족귀피츄(기자미미피츄)   | 포켓몬스터 DP 제 121화 2009년 4월 2일                                         | 포켓몬스터 DP 제 144화 2009년 9월 17일                                                 | 내일 더 빛날 우리 포켓몬스터 DP 2기 |
| 5 | ドッチ~ニョ?(돗치~뇨)(Which One)       | 포켓몬스터 DP 제 145화 2009년 10월 1일 포켓몬스터 DP 제 161화 2010년 1월 28일 | 포켓몬스터 DP 제 158화 2010년 1월 7일 포켓몬스터 제 169화 (PV + Which) 2010년 3월 18일 | 모든게 궁금해 포켓몬스터 DP 3기     |
| 5 | ドッチ~ニョ?(돗치~뇨)(PV . ver)        | 포켓몬스터 DP 제 159화 2010년 1월 14일                                        | 포켓몬스터 DP 제 160화 2010년 1월 21일                                                 | 모든게 궁금해 포켓몬스터 DP 3기     |
| 5 | ドッチ~ニョ?(돗치~뇨)(Which One)[2절]  | 포켓몬스터 DP 제 170화 2010년 4월 1일                                         | 포켓몬스터 DP 제 182화 2010년 6월 24일                                                 | 모든게 궁금해 포켓몬스터 DP 3기     |
| 6 | 나의 가슴에 La La La                   | 포켓몬스터 DP 제 183화 2010년 7월 1일 포켓몬스터 DP 제 192화 2011년 2월 3일   | 포켓몬스터 DP 제 191화 2010년 9월 9일 포켓몬스터 DP 제 193화 2011년 2월 3일            | 언젠가 다시 포켓몬스터 DP 4기       |

## 등장인물
- 주인공은 한지우(사토시), 웅(타케시), 나빛나(히카리)이다.
- 스타팅 포켓몬은 모부기, 불꽃숭이, 팽도리이다.
- 환상의 포켓몬은 다크라이, 쉐이미, 아르세우스, 마나피, 피오네이다.
- 전설의 포켓몬은 디아루가, 펄기아, 기라티나, 히드런, 레지기가스, 유크시, 아그놈, 엠라이트이다.

## 특이사항
이 작품까지는 무인편, AG 등의 배경음악도 사용되었다. 후속작인 포켓몬스터 베스트위시부터는 무인편, 포켓몬스터 AG, 포켓몬스터 DP 등의 배경음악이 더 이상 사용되지 않는다.

## 참고
1. ↑  한국에서는 48화 미방영
2. ↑  2009년 1월 1일에 재능TV에서 54화~59화까지 미리 방영하였다.
3. ↑  한국에서는 120화 미방영
4. ↑  DP 1~3화에서는 오프닝을 하지 않음.
5. ↑  191화에서는 2절이 방영됨.